# GPA
GPA (Companhia Brasileira de Distribuição) é um dos maiores grupos varejistas alimentares da América do Sul. Com um modelo multicanal, multiformato e multi região, reúne várias das principais marcas do setor no Brasil, sendo integrantes de seu portfólio negócios como o Pão de Açúcar e o Extra.  
Conta com cerca de 810 lojas e 51 mil funcionários no Brasil. É uma das maiores empresas de varejo do Brasil, segundo o Ranking IBEVAR.
É conhecida como "GPA", nomenclatura oficial desde 2013, quando deixou de ser Grupo Pão de Açúcar, nome pelo qual a companhia ainda é comumente referida.

## História
A empresa surgiu a partir da criação da Doceira Pão de Açúcar, fundada em 1948 na cidade de São Paulo pelo imigrante português Valentim dos Santos Diniz (1913-2008), que na década seguinte decidiu ingressar no mercado varejista com a criação do supermercado homônimo, inaugurado em 1959. Na década seguinte, a empresa se expande através de aquisição de negócios concorrentes (como a da pioneira Sirva-se) e abertura de novas lojas, e, em 1970, inaugura o Jumbo, um dos primeiros hipermercados do Brasil.
Na década de 1980, concentra todos seus negócios em uma única empresa e diversifica seu portfólio com a criação de lojas de segmentos diversos como a Sandiz, rede de lojas de departamentos, Peg & Faça, voltada a bricolagem, e a mercearia de descontos Minibox. Na mesma década, a empresa passa por uma reestruturação de seus negócios, focando-se no setor de varejo ao vender ativos não-relacionados e encerrando aqueles que apresentavam resultados insatisfatórios. Parte dessa reformulação iniciou-se pela transformação dos hipermercados Jumbo em Extra, atitude que foi iniciada no ano de 1989.
Filho do fundador, o empresário Abilio Diniz passou a controlar a companhia na década seguinte, época em que a empresa foi listada na Bolsa de Valores de Nova Iorque, a primeira do setor de varejo do Brasil a realizar tal feito. Na mesma época, compra a rede de supermercados Barateiro e se associa ao Grupo Casino, que adquiriu uma participação minoritária da empresa em 1999. Na década de 2000, adquire empresas como o Assaí, Sendas e Pontofrio, sendo que esta última associou-se a Casas Bahia, formando a Via Varejo. Em 2013, Abilio deixou o comando da companhia, que passou a ser controlada pelo Casino.
Em junho de 2019, o GPA vende sua participação de 36% na Via Varejo em um leilão na B3. Além da família Klein os compradores incluíram um grupo de fundos coordenados pela XP Investimentos.

### Cronologia

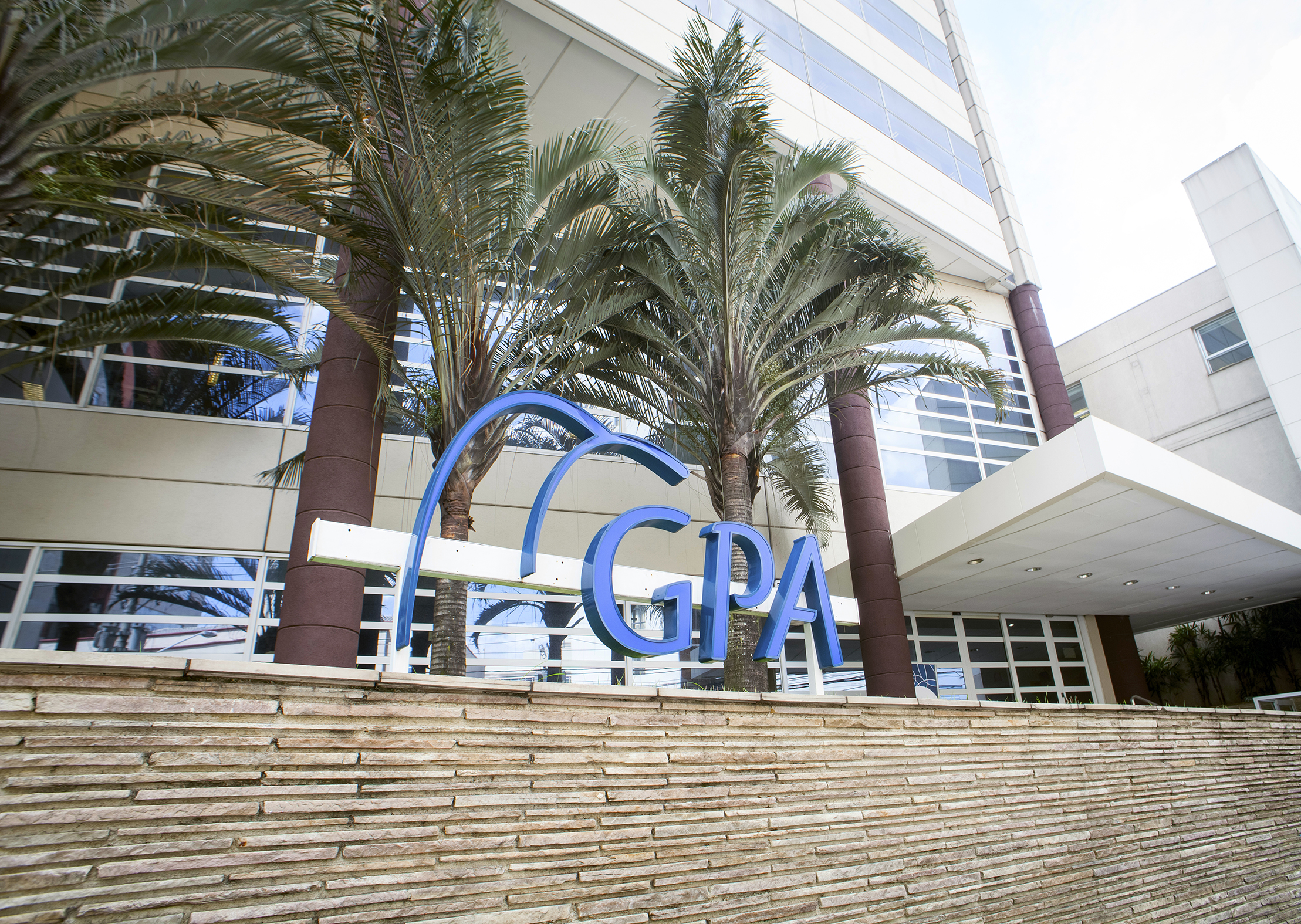
Logo GPA - Fachada Sede

- 1948 — O sonho do negócio próprio virou realidade 19 anos depois. Em 1948, Valentim criou a Doceria Pão de Açúcar, em São Paulo. O nome foi uma homenagem ao Brasil e à primeira paisagem que ele admirou ao chegar ao país de navio.[11]
- 1952 — Com o desenvolvimento dos negócios, em 1952 foram abertas duas filiais.
- 1959 — Em 1959, foi inaugurado o primeiro supermercado da rede - em frente à doceria, na avenida Brigadeiro Luiz Antonio, nos Jardins, em São Paulo.
- 1966 — Após a incorporação da cadeia Sirva-se, em 1966, a rede chegava a 11 lojas.
- 1966 — É inaugurada em Santos a primeira loja fora da cidade de São Paulo.
- 1968 — Em 1968, quando a rede já era composta por 64 lojas, foi criada a Divisão Internacional, com lojas em Portugal, Angola e Espanha.
- 1970 — Na década de 1970, o grupo passou por uma grande expansão. Primeiro, houve a aquisição da rede Eletroradiobraz, então maior rede de eletroeletrônicos e eletrodomésticos do país. Teve também o lançamento da primeira geração de hipermercados do país, as lojas Jumbo.
- 1971 — O primeiro hipermercado Jumbo foi inaugurado em Santo André, região do ABC Paulista, em 1971.
- 1978 — Em 1978, o Grupo adquiriu as redes de supermercados Superbom, Peg-pag e Mercantil.
- 1980 — Além dos supermercados Pão de Açúcar e dos hipermercados Jumbo, novos formatos de loja são incorporadas na década de 1980: Sandiz, lojas de departamento; Minibox, mercearias de desconto; Superbox, loja depósito; e Peg & Faça, de bricolagem.
- 1980 — Ao final dos anos 1980, a CBD decide fechar as lojas Jumbo.
- 1980 — Ainda no final dos anos 1980, a situação econômica e desentendimentos familiares levam a uma reestruturação do grupo.
- 1981 — Em 1981, a fusão de todas as lojas de varejo da rede formam a Companhia Brasileira de Distribuição (CBD).
- 1989 — Em 1989, cria as lojas Extra para competir na área de hipermercados.
- 1990 — Em 1990, o primogênito da família, Abilio Diniz, assume a presidência, e Valentim dos Santos Diniz passa a ocupar o Conselho Administrativo. A reformulação inclui ainda redução do número de lojas e corte de funcionários.
- 1993 — Em 1993, Abilio torna-se o acionista majoritário do GPA, tendo ao seu lado os filhos Ana Maria Diniz e João Paulo Diniz. Os irmãos são afastados da empresa.
- 1995 — A companhia lança o primeiro supermercado virtual do país, o Pão de Açúcar Delivery. Em 1995, faz sua oferta pública inicial de ações, na qual obteve US$ 112,1 milhões. Esta foi a primeira emissão de ações preferenciais de uma companhia varejista de alimentos na Bovespa.
- 1997 — Em maio de 1997, foram captados US$ 172,5 milhões na Bolsa de Nova York. A CBD foi a primeira empresa varejista brasileira a listar ADRs (equivalente às ações negociadas na Bovespa) em Nova York.
- 1998 — Adquire vários supermercados de bairros, voltados a classes populares, entre eles a rede Barateiro, em 1998, que daria origem ao CompreBem.
- 1999 — Em 1999, adquire a rede Peralta. Em agosto de 1999, o grupo francês de varejo Casino torna-se sócio minoritário do Grupo, com 25% do total das ações.
- 2002 — Em 2002, adquire a rede Sé de Supermercados.
- 2003 — Associa-se à rede Sendas, líder do segmento no Estado do Rio de Janeiro. Em 2003, Abilio Diniz assume a presidência do Conselho de Administração da companhia, e Augusto Marques da Cruz Filho é eleito o primeiro presidente não pertencente a família fundadora.
- 2005 — Em 2005, foi criada uma nova holding. Com isso, o controle do Grupo passou a ser compartilhado de forma igualitária (50% para cada um) entre Abilio Diniz e o Grupo Casino.
- 2006 — Em 2006, a rede aposta em um novo modelo de loja e cria o Extra Perto, inspirado no modelo europeu de varejo de conveniência.
- 2007 — Cláudio Galeazzi assume a presidência do Grupo em 2007.
- 2010 — Cláudio Galeazzi é substituído, em 2010, por Enéas Pestana, que assume o cargo de Diretor-Presidente com a mudança do organograma da empresa.
- 2007 — No final de 2007, a empresa se associa ao Assaí Atacadista, tradicional rede atacadista paulista e ingressa no mercado do "atacarejo".
- 2008 — O grupo perde seu fundador em 17 de março de 2008. Valentim dos Santos Diniz morreu aos 94 anos.
- 2009 — Em 2009, o Grupo anuncia a compra da rede Ponto Frio. No mesmo ano, o grupo se une às Casas Bahia e se torna maior grupo de distribuição da América Latina. Fusão com as Casas Bahia: O GPA anunciou no dia 4 de dezembro de 2009 ter fechado um acordo de associação com as Casas Bahia. O contrato visa a integração de negócios no setor de comércio eletroeletrônico. O faturamento está previsto para R$ 40 bilhões, o quinto maior entre empresas brasileiras e o segundo maior do mesmo segmento.[12] No entanto, a família Klein, da Casas Bahia, anunciou em 13 de abril de 2010 acreditar que o negócio foi subavaliado e os dois grupos reavaliam a fusão, com a renegociação de valores e algumas condições do contrato.[13]
- 2011 — Em 2011, a disputa pelo controle da rede varejista ganhou os holofotes: Abilio Diniz tentou romper o acordo com o Casino ao propor uma fusão da companhia brasileira com o arquirrival da varejista francesa, o Carrefour. O Casino, como esperado, vetou o negócio, e a ofensiva da parte brasileira terminou em fracasso. O plano de fusão previa a união dos dois maiores grupos de distribuição brasileiros - o Pão de Açúcar e o Carrefour Brasil - para criar um gigante avaliado em US$ 41,899 bilhões.
- 2012 — O Casino - chefiado por Jean-Charles Naouri - assumiu o comando do GPA em agosto de 2012, numa troca que já era anunciada desde 2006, quando os franceses compraram o controle do grupo. O Casino investiu pela primeira vez na rede varejista em 1999, quando resgatou o grupo de dificuldades.
- 2013 — O Grupo Pão de Açúcar passou a adotar a sigla GPA como seu nome oficial. O objetivo é mostrar, para o consumidor final, que a atuação da empresa vai além da venda de alimentos e abrange marcas de segmentos diversos. Além da rede de supermercados Pão de Açúcar, o GPA é dono das redes Extra e Assaí, que atuam no mesmo ramo. É proprietário, ainda, de Casas Bahia e Ponto Frio, que atuam na venda de eletroeletrônicos em lojas físicas e pela internet. O GPA detém ainda os sites Partiu Viagens, Barateiro, além do shopping center Espaço Conviva.[14] Em setembro de 2013, Abilio Diniz renunciou à presidência do Conselho de Administração da companhia depois de acordo com o Casino, grupo francês detentor do controle da maior rede varejista do País.[15] Jean-Charles Naouri, presidente-executivo e maior acionista do varejista Casino, foi escolhido como presidente do Conselho de Administração.[16]
- 2017 — Lançamento do Meu Desconto: plataforma disponível nos aplicativos dos programas de fidelidade do grupo, Pão de Açúcar Mais e Clube Extra, que oferece ofertas personalizadas de acordo com o perfil dos clientes cadastrados. Lançamento do Caixa Express, funcionalidade exclusiva para os clientes do programa de fidelidade Pão de Açúcar Mais, que possibilita o agendamento prévio de um horário para atendimento nos caixas das lojas.[17]
- 2018 — Para concorrer com os supermercados regionais, o Grupo Pão de Açúcar relança a marca Compre Bem, visando adquirir espaço no mercado. Também, o Grupo pretende voltar a investir no supermercado homônimo, com 10 lojas do Pão de Açúcar e mais 5 da marca sustentável "Minuto". Serão convertidos 40 supermercados Extra em Compre Bem e 50 conversões para Mercado Extra. A expectativa do grupo é investir R$ 1,8 bilhão de reais até o fim da década.[18][19]
- 2019 — Em junho de 2019 vende a totalidade de suas ações na Via Varejo.[20]
- 2021 — Em outubro de 2021 vende 71 lojas da marca Extra Hiper ao Assaí Atacadista por R$ 5,2 bilhões, deixando de operar o modelo de hipermercados no Brasil. As lojas compradas pelo Assaí foram convertidas em cash & carry (atacarejo), das 32 remanescentes, 4 foram fechadas e as 28 restantes foram convertidas em Pão de Açúcar e Extra Mercado.[21]
- 2024 — Em março de 2024, o grupo lança um aumento de capital de R$ 704 milhões,e com isso o grupo Casino perde o controle do Grupo, com participação de 22,5% de capital no GPA.[22]

## Marcas

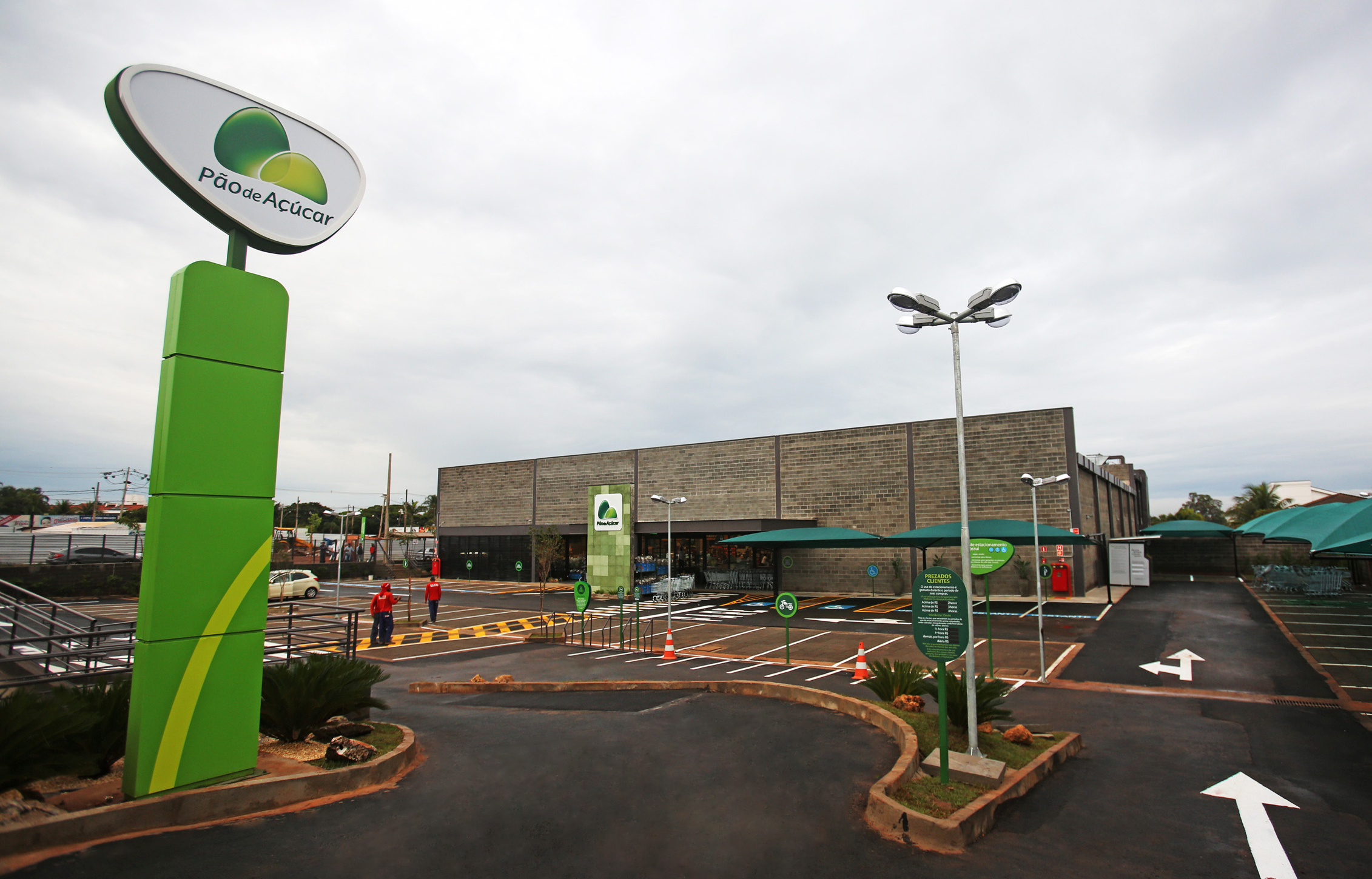
Pão de Açúcar

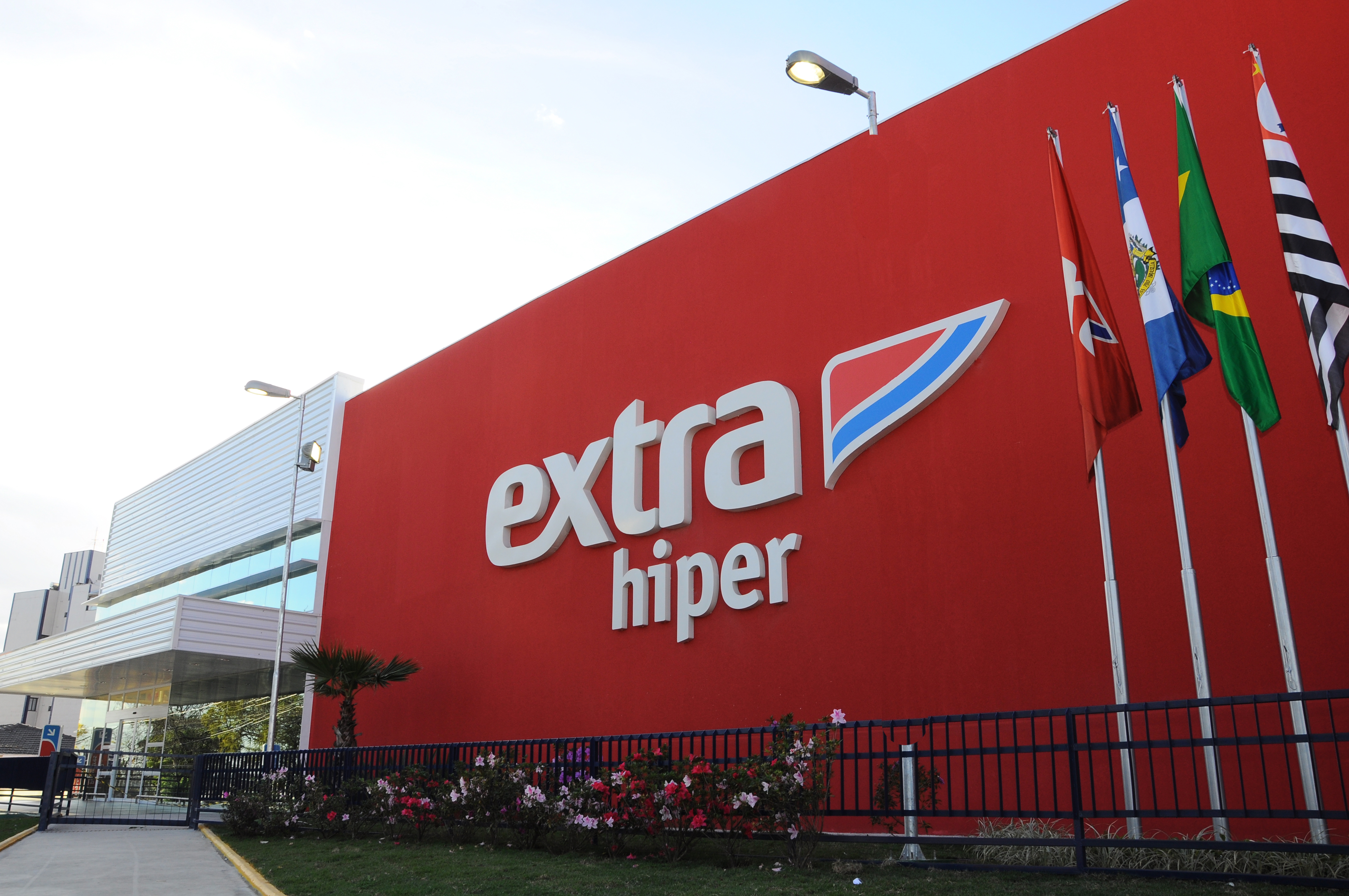
Extra

- Pão de Açúcar: rede de supermercado premium, que oferece aos seus clientes desde produtos básicos até os mais sofisticados, além de contar com atendimento especializado nas áreas de vinhos, queijos e cafés. A marca conta também com seu próprio modelo de proximidade, Minuto Pão de Açúcar, além de contar com drogarias, com o programa de fidelidade Pão de Açúcar Mais, e, mais recentemente, com o Pão de Açúcar Adega.[23][24]

- Extra: bandeira multiformato do grupo, que incluem lojas nos modelos de minimercado e supermercado. Conta também com os postos de combustíveis da marca, além do seu próprio programa de fidelidade, chamado de Clube Extra.[23]

## Marcas exclusivas
- Caras do Brasil: é um programa que tem como objetivo inserir pequenos produtores nos supermercados do GPA.[25]

- Casino: é uma marca exclusiva de origem francesa de produtos gourmet.[25]

- Chef: é uma marca exclusiva criada pelo Assaí Atacadista para os produtos alimentícios vendidos na rede.[26]

- Club des Sommeliers: é uma marca exclusiva do GPA especializada em vinhos.[27]

- Finlandek: é uma marca que foi criada em 2007 na Colômbia pela Exito, subsidiária do Casino, que é o controlador do Pão de Açúcar. A marca apresenta produtos de cozinha, cama, mesa, banho e decoração.[25]

- Qualitá: é uma marca exclusiva de itens do dia a dia. Comum nos mercados Extra.[25]

- Taeq: é uma linha de produtos saudáveis desenvolvida pelo Grupo. São produtos como cereais matinais, iogurtes, chás, barras de cereais, opções para massas, carnes, sopas, isotônicos e etc.[28]

## Outros negócios
- Financeira Itaú CBD (FIC): joint-venture com o Itaú Unibanco responsável pela emissões dos cartões co-branded das lojas do Extra, Pão de Açúcar, Assaí e Pontofrio, além da oferta de crédito e financiamento, e das maquininhas de cartão Passaí.[29][30][31]

- GPA Malls: divisão responsável pela expansão e administração de galerias comerciais das lojas do grupo, além da gestão de seus ativos imobiliários e da mídia out-of-home disponibilizada em seus estabelecimentos.[32]

- Multibenefícios: emite cartões de benefícios, como os de adiantamento salarial e alimentação, para serem utilizados em qualquer uma das lojas das bandeiras controladas pelo GPA.[33]

## Antigos negócios
- Assaí Atacadista: atacarejo fundado em 1974 com foco no atendimento a clientes de micro e pequenas empresas.[34]

- Compre Bem: rede de supermercados relançada em 2018, voltada a um modelo de proximidade com o consumidor, focando-se em oferecer produtos a preços mais baixos e com destaque para os setores de açougue, hortifrúti e padaria.[35][36]

- Via Varejo:

E-commerce: desde 2016, a Via Varejo é responsável pela plataforma de e-commerce e marketplace do grupo, controlando as lojas virtuais das marcas Barateiro, Casas Bahia, Extra e Pontofrio, após absorver as operações da Cnova no Brasil.
Casas Bahia: tradicional rede de lojas fundada em 1952 por Samuel Klein, contando com cerca de 767 lojas em 20 estados brasileiros, além do Distrito Federal, e que comercializa produtos como eletrodomésticos, eletroeletrônicos, móveis e utilidades. A bandeira também oferece acesso facilitado ao crédito para seus clientes.
Pontofrio: rede de lojas de eletroeletrônicos e móveis.
Bartira: marca de móveis da Via Varejo.

## Faturamento
Em 2008, o Grupo faturou 20,86 bilhões de reais, permanecendo na segunda colocação entre as redes supermercadistas do Brasil, um pouco atrás do Carrefour.
Em 8 de junho de 2009, o GPA anunciou que fechou acordo com os acionistas da Globex para a compra do Pontofrio, o que fará com que o grupo volte à liderança do mercado varejista brasileiro, com 1200 lojas e 26 bilhões de reais de faturamento.
GPA comenta lucro recorde em 2012. Ganhos da varejista somaram R$ 1,15 bilhão no ano de 2012, 60,7% a mais na comparação com 2011.
O lucro líquido do GPA cresceu 79,2% em 2013, para R$ 1,842 bilhões. A companhia registrou alta de 12,8% nas vendas brutas no ano passado, que totalizaram R$ 64,6 bilhões.
Em 2014, o GPA cresceu 13,3 por cento em receitas líquidas no ano passado, frente a 2013, acumulando 65,5 bilhões de reais em receitas no ano, segundo relatório divulgado pela companhia.
O varejo alimentar do Grupo cresceu 9,2% no ano, com receita que alcançou R$ 34,741 bilhões. Já a Via Varejo cresceu 4,2 por cento, com valor acumulado em 22,674 bilhões de reais. A Cnova divulgou ontem os resultados e registrou em 2014 alta de 90,2 por cento em receitas, com valor que alcançou os R$ 8,172 bilhões. Considerando o crescimento com base nas mesmas lojas de 2013, o GPA cresceu 5,9% em receitas líquidas, o varejo alimentar cresceu 3,5 por cento, Cnova, 28,1 por cento e Via Varejo, 3 por cento.
A receita líquida do GPA alcançou os 19,7 bilhões de reais, um aumento de 16,2 por cento frente ao quarto trimestre de 2013. O aumento foi influenciado pela abertura de 117 novas lojas somente nos últimos três meses de 2014 - muitas delas nos novos formatos da companhia, menores e de bairro.
No período, a receita líquida do varejo alimentar atingiu os 9,8 bilhões de reais, um crescimento de 5,8 por cento, também por conta de inaugurações: foram 57 novas lojas. No conceito mesmas lojas, no entanto, o crescimento foi de apenas um por cento. Já Via Varejo cresceu 4,4 por cento no trimestre, com receita líquida fechando a 6,4 bilhões de reais. Ao todo, foram abertas 60 lojas das bandeiras de Via Varejo.
O GPA divulgou o balanço de 2017, quando houve lucro de R$ 865 milhões. O valor representa uma melhora em relação a 2016, quando o grupo fechou o ano com prejuízo de mais de R$ 1 bilhão. Considerando apenas o último trimestre do ano, o lucro líquido foi de R$ 408 milhões, contra um prejuízo de R$ 29 milhões no mesmo período de 2016.

## Bem-estar animal
Em fevereiro de 2017, o Grupo Casino – Grupo que controla o GPA – anunciou que irá eliminar ovos de galinhas confinadas em gaiolas da sua cadeia de abastecimento na França até 2020. Essa decisão foi particularmente importante devido à fatia de mercado e influência que o Grupo tem na indústria do varejo, sendo um dos maiores varejistas do mundo, com operações em 26 países. Para Brigitte Gothière, porta voz da ONG de proteção animal L214, essa decisão reforça a evidência de que a produção em gaiolas – uma das piores formas de crueldade animal – logo irá desaparecer.
Para definir o bem-estar animal, o Grupo Casino se refere às cinco liberdades reconhecidas mundialmente, listadas no Capítulo 7.1 do Código sanitário para os animais terrestres de 2016 da Organização Mundial da Saúde Animal: 1) Ser livre de fome e sede; 2) Ser livre de desconforto; 3) Ser livre da dor, lesões e doenças; 4) Ter liberdade para expressar seu comportamento natural; 5) Ser livre de medo e estresse".
Em janeiro de 2017, a ONG de proteção animal Mercy For Animals lançou uma campanha de conscientização para o GPA não comprar mais ovos provindos de galinhas confinadas em gaiolas para todas as suas operações no Brasil. Outros grupos juntaram-se a campanha nos meses seguintes. As galinhas poedeiras são criadas em pequenas gaiolas de arame tão restritivas que as aves não podem sequer esticar suas asas. Sem qualquer oportunidade de se exercitar ou de se envolver em muitos outros comportamentos naturais, estas aves enjauladas sofrem imensamente.
Em março de 2017, o GPA foi o primeiro varejista brasileiro a assumir um compromisso público pelo bem-estar animal na produção de ovos. A companhia se compromete a viabilizar, até 2025, a comercialização de 100% de ovos de marcas exclusivas provenientes de criação de galinhas sem gaiolas. Hoje, o portfólio de ovos de marcas próprias da companhia é formado por Taeq (com as linhas Caipira e Orgânica) e Qualitá (convencionais). A venda dos ovos de marcas próprias responde por até 80% da comercialização da categoria nas lojas Extra e Pão de Açúcar, representando, portanto, um importante avanço na discussão do assunto com a cadeia produtiva no país.
No dia 30 de março de 2017 houve uma manifestação em frente à Sede do GPA para entregar aos executivos da empresa mais de 100 mil assinaturas de uma petição que pede ao Grupo que não compre mais ovos provindos de galinhas confinadas em gaiolas para todas as suas operações no Brasil.
Três meses após tornar público seu compromisso, o GPA iniciou a comercialização de uma linha de ovos produzida por galinhas livres de gaiola a um preço mais acessível do que as categorias Caipira e Orgânica. O produto da marca Taeq, em embalagem de 10 unidades, está à venda nas lojas Pão de Açúcar e Extra. Criadas soltas e fora de gaiolas, este formato de produção garante às aves liberdade para ciscar, empoleirar, tomar banho de poeira e bater as asas. Além de receberem uma alimentação balanceada e água à vontade, elas são tratadas com todos os cuidados necessários para que possam se desenvolver de forma saudável expressando seu comportamento natural. Esses atributos no método de produção garantem o bem-estar animal e atendem as liberdades reconhecidas internacionalmente pela OIE – Organização Mundial de Saúde Animal.

## Prazo de validade
Notícias reportando a venda de produtos com o prazo de validade vencido em lojas do Pão de Açúcar, Extra e Assaí Atacadista foram veiculadas durante os meses de março a outubro de 2017. O PROCON (Programa de Proteção e Defesa do Consumidor) e o DECON (Delegacia Especializada de Defesa do Consumidor) são a entidade e o órgão público que realizaram as fiscalizações e confiscaram vários produtos, além de terem autuado alguns destes estabelecimentos.

## Controvérsia
De acordo com o ex-ministro Antonio Palocci, que fechou acordo de delação premiada, o ex-presidente Lula e o PT teriam recebido R$ 138,6 milhões para garantir a venda do Grupo Pão de Açúcar ao grupo francês Casino.